# V.92
V.92とは、電話回線を使ってコンピュータの通信を行う高速モデムの規格のひとつ。
上り方向は48Kbps、下り方向には56Kbpsの伝送速度を持つ。ADSLが普及する以前では、電話回線の音声伝送帯域を使った最高伝送速度であった。電話回線用のモデムはユーザーがプロバイダにダイヤルアップ接続する場合に使用された、弁当箱大の電話線に接続した通信装置であった。但し、V.92は中継回線がデジタル回線となっていることが前提となる。純粋なアナログ回線により実現されている速度ではない。
以下に主な電話回線での通信モデムの物理層を規定したITU-T規格と規定年、上限速度を示す。
- V.21：1964年 300bps
- V.22：1980年 1.2Kbps
- V.32：1984年 9.6Kbps
- V.34：1994年 28.8Kbps
- V.90：1998年 上り33.6Kbps／下り56Kbps
- V.92：2000年 上り48Kbps／下り56Kbps